# 鈴鹿1000km
鈴鹿1000km（すずか1000キロ）は、1966年から2017年までと2025年から鈴鹿サーキットで開催されている耐久レース。約1000kmを走行する耐久レースで、2009年から2011年の間のみ距離を短縮して開催していた（詳細は後述）。
2018年と2019年は鈴鹿10時間耐久レース（すずか10じかんたいきゅうレース）として行われたが、2020年からは新型コロナウイルスによる影響で開催が中止された。

## 概要

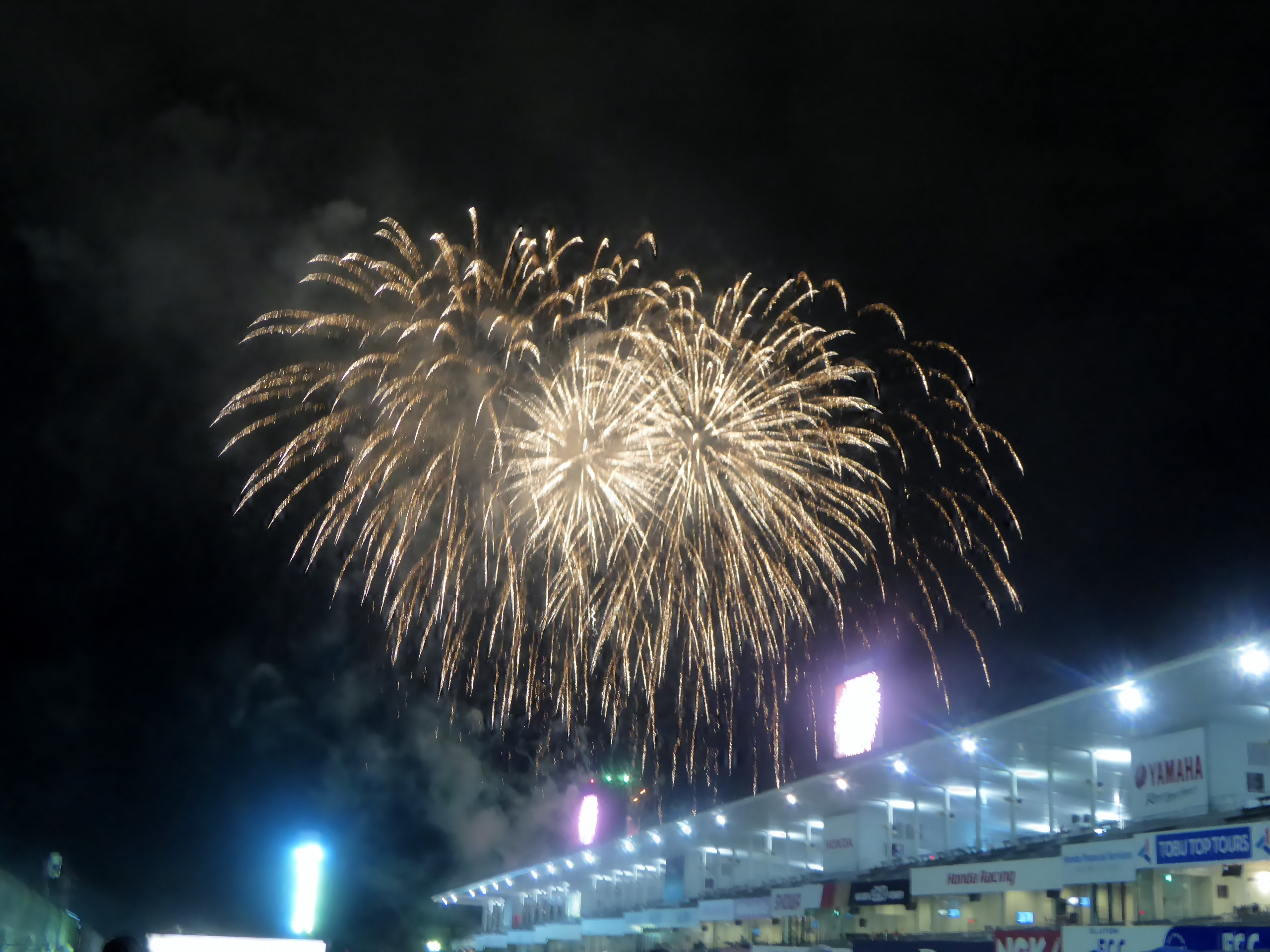
レース終了後恒例の打ち上げ花火（2015年）

鈴鹿8時間耐久ロードレースと共に夏の鈴鹿を代表する耐久レースの一つ。元々は、1966年に鈴鹿サーキットが立ち上げた「鈴鹿500km」、「鈴鹿1000km」、「鈴鹿12時間」（1967年より）の3戦から成る「鈴鹿耐久レースシリーズ」の1戦として、1966年6月に初開催された。オイルショックの影響で1974年から開催を中断していたが、1980年8月に7年ぶりに第9回大会を開催。これ以降、8月開催が定着した。1981年より国際格式レースになった。
1983年から1991年までは、全日本耐久選手権（1987年に全日本スポーツプロトタイプカー耐久選手権に改称）の1戦として開催されるようになる。1992年にはスポーツカー世界選手権（SWC）の1戦として開催されるが、出走台数は11台と過去最低を記録した。SWCは1992年で消滅したため、1993年は単独イベントとなる。以降、1994年から1996年はBPR GTシリーズ、1997年、1998年はFIA GT選手権の1戦として開催される。
1999年から2005年までは再び単独イベントとして開催。全日本GT選手権（2005年よりSUPER GT）のGT500車両およびGT300車両、スーパー耐久車両、国際GT車両などによる混成レースだったが、この期間のすべてでGT500のマシンが総合優勝している。
2006年からはSUPER GTの1戦として開催されることになった。SUPER GTは、基本的に2名のドライバーで参戦するが、通常戦より長丁場になるこのレースは3人目のドライバー登録が認められており（2011年のみ禁止）、国内外の有名レーサーがスポット参戦する。また2006年と2012年以降はボーナスポイントが加算されるなど、SUPER GTシリーズの中でも特殊なレースである。
1994年よりポッカコーポレーション（現・ポッカサッポロフード&ビバレッジ）が冠スポンサーとなり「インターナショナルポッカ1000km耐久レース」（1994年）→「ポッカインターナショナル1000km耐久レース」（1995年・1996年）→「Pokka 1000km Endurance Suzuka」（1997年）の名称で知られるようになる。1999年から「インターナショナル ポッカ1000km」に変更したのち、2013年、ポッカの経営統合に伴う社名変更からレース名称が「インターナショナル ポッカサッポロ1000km」に変更された。
なお、2009年から2011年はレース距離が短縮されたため、レース名称を「インターナショナル ポッカGTサマースペシャル」に変更している。2009年から2010年は約700kmに短縮され、2011年は3月11日に発生した東北地方太平洋沖地震（東日本大震災）及び東京電力・福島第一原子力発電所での事故による全国的な電力不足問題（東日本大震災による電力危機）の影響から夜間走行を控える目的で「500km（87周）もしくは18時半を過ぎた段階でレース終了」とさらに距離が短縮された。このため、2011年は第3ドライバーの登録が認められなかった。2012年、4年ぶりに距離を1,000kmに戻して開催された。
2014年からは、ポッカサッポロが冠スポンサーを外れ「インターナショナル SUZUKA 1000km」と名称を変更。SUPER GTのスケジュール変更に伴い8月中旬の第5戦から同月下旬の第6戦へと移動した。レース距離は1000km・173周、12時30分のレーススタート時刻から6時間が最大延長時間のため、2012年以降も夜間走行は行われていない。
また、鈴鹿サーキットでのビックレースでは恒例となっている土曜日夜の「前夜祭」では、一時期、一部のチームがマシンに電飾を装着して走行し、どのマシンが美しいかを観客に投票してもらう「ミラクルナイトセッション」なる催しも行われていたが、こちらも2011年以降は行われておらず、ドライバーやチーム監督のトークショー等がメインとなっている。
鈴鹿8耐と同様、レース終了後には花火を打ち上げるのが恒例となっている。
2017年の第46回大会（「第46回インターナショナル SUZUKA 1000km "SUZUKA 1000km THE FINAL"」）を最後に、鈴鹿1000kmとしての開催を一旦終了した。
2018年からは発展させる形で、SUPER GTなどを主催するGTアソシエイション、GTワールドチャレンジなどを主催するSROモータースポーツグループの協力を得て、インターコンチネンタルGTチャレンジ（IGTC）の1戦として「サマーエンデュランス 鈴鹿10時間耐久レース」（開催回数は鈴鹿1000kmから継続）の開催を決定、SUPER GTのGT300クラス（JAF-GT車両も含む）・FIA-GT3・ST-Xなどの世界中のGT3車両が一堂に会するGT3世界統一戦として開催されている（SUPER GTのGT500クラスは別規格であるため対象外）。この開催に伴い、鈴鹿サーキットにおけるSUPER GTの開催については別途日程や距離を設定した上で開催されることになる。
2020年・2021年はCOVID-19 (新型コロナウイルス感染症)の影響で中止。2022年以降もIGTCのカレンダー入りをしておらず、2019年の開催を最後に事実上の休止状態となっていたが、2025年IGTCシリーズの1つとして、鈴鹿1000kmの名称を復活させ再び開催されることとなった。

## 歴代優勝車・ドライバー
出典:2017 AUTOBACS SUPER GT Round6 "46th International SUZUKA 1000km"公式プログラム 96-126ページ
| 開催年                                          | 優勝チーム                                                                           | 優勝ドライバー                                                       | 優勝タイム           | 周回数                  | 備考 |
| 単独レース時代                                  | 単独レース時代                                                                       | 単独レース時代                                                       | 単独レース時代       | 単独レース時代          | 単独レース時代 |
| ----------------------------------------------- | ------------------------------------------------------------------------------------ | -------------------------------------------------------------------- | -------------------- | ----------------------- | --- |
| 1966年                                          | トヨタ・2000GT                                                                       | 福澤幸雄 津々見友彦                                                  | 8:02:13.9            | 167                     | |
| 1967年                                          | ポルシェ・906                                                                        | 滝進太郎 田中健二郎                                                  | 7:39:21.7            | 167                     | |
| 1968年                                          | トヨタ・7                                                                            | 福澤幸雄 鮒子田寛                                                    | 6:59:25.6            | 167                     | |
| 1969年                                          | ポルシェ・906                                                                        | 津々見友彦 米山二郎                                                  | 7:11:23.2            | 167                     | |
| 1970年                                          | 日産・フェアレディZ 432                                                              | 西野弘美 藤田皓二                                                    | 7:49:19.6            | 167                     | |
| 1971年                                          | ポルシェ・910                                                                        | 川口吉正 鮒子田寛                                                    | 7:03:44.6            | 167                     | |
| 1972年                                          | トヨタ・セリカ 1600GT-R                                                              | 高橋晴邦 竹下憲一                                                    | 6:38:02.4            | 140                     | 悪天候のため走行距離840kmで打ち切り |
| 1973年                                          | 日産・フェアレディ240Z-R                                                             | 高橋国光 都平健二                                                    | 6:24:35.9            | 150                     | 悪天候のため走行距離900kmで打ち切り |
| 1974年 - 1979年まで中断                         |                                                                                      |                                                                      |                      |                         | |
| 1980年                                          | マーチ・75S/マツダ                                                                   | 辰巳裕信 長坂尚樹                                                    | 6:30:35.07           | 148                     | 悪天候のため走行距離888kmで打ち切り |
| 1981年                                          | ポルシェ・935K3                                                                      | ボブ・ウォレク アンリ・ペスカロロ                                    | 6:51:20.56           | 167                     | |
| 1982年                                          | BMW・M1                                                                              | 佐藤文康 長坂尚樹                                                    | 6:42:41.92           | 167-1                   | 佐藤／長坂組は黄旗無視により1周減算 |
| 全日本耐久選手権時代                            |                                                                                      |                                                                      |                      |                         | |
| 1983年                                          | ポルシェ・956                                                                        | 藤田直広 ヴァーン・シュパン                                          | 6:40:24.91           | 166                     | |
| 1984年                                          | ポルシェ・956                                                                        | 高橋国光 高橋健二 ジェフ・リース                                     | 6:29:32.91           | 169                     | |
| 1985年                                          | ポルシェ・962C                                                                       | 高橋国光 高橋健二                                                    | 6:22:57.516          | 170                     | |
| 1986年                                          | ポルシェ・956                                                                        | 米山二郎 岡田秀樹 浅井順久                                           | 6:20:26.745          | 170                     | |
| 全日本スポーツプロトタイプカー選手権時代        |                                                                                      |                                                                      |                      |                         | |
| 1987年                                          | トヨタ・87C                                                                          | ジェフ・リース 関谷正徳 小河等                                       | 6:27:02.449          | 171                     | |
| 1988年                                          | ポルシェ・962C                                                                       | 岡田秀樹 スタンレー・ディケンズ                                      | 6:08:21.517          | 171                     | |
| 1989年                                          | ポルシェ・962C                                                                       | 高橋国光 スタンレー・ディケンズ                                      | 5:56:56.701          | 171                     | 悪天候のため決勝は8月27日→12月3日に順延 |
| 1990年                                          | 日産・R90CP                                                                          | 星野一義 鈴木利男                                                    | 5:51:40.225          | 171                     | |
| 1991年                                          | トヨタ・91C-V                                                                        | ローランド・ラッツェンバーガー ピエール＝アンリ・ラファネル 長坂尚樹 | 5:44:52.513          | 171                     | |
| スポーツカー世界選手権時代                      |                                                                                      |                                                                      |                      |                         | |
| 1992年                                          | プジョー・905                                                                        | デレック・ワーウィック ヤニック・ダルマス                            | 5:30:09.627          | 171                     | |
| 単独レース時代                                  |                                                                                      |                                                                      |                      |                         | |
| 1993年                                          | 日産・R92CP                                                                          | 和田孝夫 鈴木利男                                                    | 5:53:09.590          | 171                     | |
| BPR GTシリーズ時代                              |                                                                                      |                                                                      |                      |                         | |
| 1994年                                          | ポルシェ・911ターボS LM-GT                                                           | ジャン＝ピエール・ジャリエ ボブ・ウォレク ジーザス・パレハ           | 6:25:09.415          | 163-1                   | *ジャリエ／ウォレク／パレハ組は黄旗区間での追い越しにより1周減算 *アクシデントにより中断、2パート制タイムの合計により順位を決定（走行距離949km） |
| 1995年                                          | マクラーレン・F1-GTR                                                                 | レイ・ベルム マウリツィオ・サンドロサーラ 関谷正徳                   | 6:38:21.371          | 171                     | |
| 1996年                                          | マクラーレン・F1-GTR                                                                 | レイ・ベルム ジェームス・ウィーバー J.J.レート                       | 6:18:48.637          | 171                     | |
| FIA GT選手権時代                                |                                                                                      |                                                                      |                      |                         | |
| 1997年                                          | メルセデスベンツ・CLK‐GTR                                                            | アレッサンドロ・ナニーニ マルセル・ティーマン ベルント・シュナイダー | 5:59:31.003          | 171                     | |
| 1998年                                          | メルセデスベンツ・CLK‐LM                                                             | ベルント・シュナイダー マーク・ウェバー                              | 5:48:58.452          | 171                     | |
| 単独開催時代                                    |                                                                                      |                                                                      |                      |                         | |
| 1999年                                          | ホンダ・NSX                                                                          | 中子修 道上龍 金石勝智                                               | 6:17:46.665          | 171                     | |
| 2000年                                          | ホンダ・NSX                                                                          | 脇阪寿一 金石勝智 伊藤大輔                                           | 6:14:47.171          | 171                     | |
| 2001年                                          | トヨタ・スープラ                                                                     | 竹内浩典 立川祐路 脇阪薫一                                           | 6:07:29.393          | 171                     | |
| 2002年                                          | トヨタ・スープラ                                                                     | 脇阪寿一 飯田章 脇阪薫一                                             | 6:10:44.008          | 172                     | |
| 2003年                                          | ホンダ・NSX                                                                          | 道上龍 セバスチャン・フィリップ                                      | 6:03:28.033          | 173                     | |
| 2004年                                          | ホンダ・NSX                                                                          | 道上龍 セバスチャン・フィリップ 伊藤大輔                             | 6:08:47.528          | 173                     | |
| 2005年                                          | トヨタ・スープラ                                                                     | アンドレ・クート ロニー・クインタレッリ 下田隼成                     | 6:26:41.366          | 170                     | |
| SUPER GT時代 （上:GT500クラス、下:GT300クラス） |                                                                                      |                                                                      |                      |                         | |
| 2006年                                          | カルソニック インパル Z                                                              | ブノワ・トレルイエ 星野一樹 ジェレミー・デュフォア                   | 5:57:45.468          | 173                     | |
| 2006年                                          | プロμ太陽石油KUMHOセリカ                                                             | 竹内浩典 嵯峨宏紀 澤圭太                                             | 6:00:02.344          | 160                     | |
| 2007年                                          | 宝山 TOM'S SC430                                                                     | 脇阪寿一 アンドレ・ロッテラー オリバー・ジャービス                   | 6:04:10.983          | 173                     | |
| 2007年                                          | プリヴェKENZOアセット・紫電                                                          | 高橋一穂 加藤寛規 吉本大樹                                           | 6:04:28.880          | 159                     | |
| 2008年                                          | カルソニック IMPUL GT-R                                                              | 松田次生 セバスチャン・フィリップ                                    | 5:56:31.327          | 173                     | |
| 2008年                                          | MOLA レオパレス Z                                                                    | 星野一樹 安田裕信                                                    | 5:58:40.469          | 160                     | |
| 2009年                                          | KRAFT SC430                                                                          | 石浦宏明 大嶋和也                                                    | 4:16:02.744          | 121                     | レース距離700kmで開催 |
| 2009年                                          | S-Road MOLA Z                                                                        | 星野一樹 柳田真孝                                                    | 4:17:12.955          | 112                     | レース距離700kmで開催 |
| 2010年                                          | ARTA HSV-010                                                                         | ラルフ・ファーマン 井出有治 小林崇志                                 | 4:07:10.085          | 121                     | レース距離700kmで開催 |
| 2010年                                          | R&D SPORT LEGACY B4                                                                  | 山野哲也 佐々木孝太                                                  | 4:09:14.093          | 111                     | レース距離700kmで開催 |
| 2011年                                          | ウイダー HSV-010                                                                     | 小暮卓史 ロイック・デュバル                                          | 3:16:09.255          | 86                      | *レース距離500kmで開催 *最大延長時間に達したため86周で終了（当初予定は87周）                                                                     |
| 2011年                                          | R&D SPORT LEGACY B4                                                                  | 山野哲也 佐々木孝太                                                  | 3:16:28.055          | 79                      | *レース距離500kmで開催 *最大延長時間に達したため86周で終了（当初予定は87周）                                                                     |
| 2012年                                          | S Road REITO MOLA GT-R                                                               | 柳田真孝 ロニー・クインタレッリ                                      | 5:59:01.662          | 173                     | |
| 2012年                                          | triple a vantage GT3                                                                 | 吉本大樹 星野一樹 吉田広樹                                           | 5:59:30.406          | 160                     | |
| 2013年                                          | ウイダー モデューロ HSV-010                                                          | 山本尚貴 フレデリック・マコヴィッキィ                                | 5:55:04.565          | 173                     | |
| 2013年                                          | SUBARU BRZ R&D SPORT                                                                 | 山野哲也 佐々木孝太 井口卓人                                         | 5:56:53.547          | 161                     | |
| 2014年                                          | PETRONAS TOM'S RC F                                                                  | 中嶋一貴 ジェームズ・ロシター                                        | 5:37:27.911          | 173                     | |
| 2014年                                          | TWS LM corsa BMW Z4                                                                  | 飯田章 吉本大樹 佐藤晋也                                             | 5:39:21.300          | 160                     | |
| 2015年                                          | PETRONAS TOM'S RC F                                                                  | 伊藤大輔 ジェームズ・ロシター                                        | 5:45:55.277          | 163                     | 最大延長時間に達したため163周で終了（当初予定は173周）                                                                                           |
| 2015年                                          | GAINER TANAX GT-R                                                                    | アンドレ・クート 千代勝正 富田竜一郎                                 | 5:47:15.336          | 151                     | 最大延長時間に達したため163周で終了（当初予定は173周）                                                                                           |
| 2016年                                          | ZENT CERUMO RC F                                                                     | 立川祐路 石浦宏明                                                    | 5:45:34.230          | 173                     | |
| 2016年                                          | SUBARU BRZ R&D SPORT                                                                 | 井口卓人 山内英輝                                                    | 5:46:48.117          | 161                     | |
| 2017年                                          | Epson Modulo NSX-GT                                                                  | ベルトラン・バゲット 松浦孝亮                                        | 5:51:16.244          | 171                     | 最大延長時間に達したため171周で終了（当初予定は173周）                                                                                           |
| 2017年                                          | LEON CVSTOS AMG                                                                      | 黒澤治樹 蒲生尚弥                                                    | 5:51:17.191          | 158                     | 最大延長時間に達したため171周で終了（当初予定は173周）                                                                                           |
| 開催年                                          | 優勝ドライバー                                                                       | 優勝チーム                                                           | 優勝車両             | 周回数                  | 備考 |
| インターコンチネンタルGTチャレンジ時代          |                                                                                      |                                                                      |                      |                         | |
| 2018年                                          | マロ・エンゲル ラファエル・マルチェッロ トリスタン・ヴォーティエ                     | Mercedes-AMG Team GruppeM Racing                                     | メルセデス-AMG・GT3  | 1,603km 996 mi (10時間) | |
| 2019年                                          | ケルヴィン・ヴァン・デル・リンデ ドリス・ヴァントール フレデリック・ヴェルヴィッシュ | Audi Sport Team WRT                                                  | アウディ・R8 LMS Evo | 1,556km 967 mi (10時間) | |
| 2020年 - 2024年まで中断                         |                                                                                      |                                                                      |                      |                         | |
| 2025年                                          |                                                                                      |                                                                      |                      |                         | |

## テレビ中継
テレビ中継については、JSPC時代は1週間遅れでテレビ東京系列で録画放送があった。スポーツカー世界選手権（SWC）の1戦となった1992年から1997年までは、テレビ朝日系列(名古屋テレビ製作)で当日深夜に録画中継が行われていた。また、1998年は名古屋テレビが東海ローカルで、ヨーロッパで放送されていたTV中継をオリジナルのままで、約2ヵ月後の深夜に放送したこともある。1999年と2000年はテレビ東京系列で9月に放送した。
SUPER GT時代はその中継の一戦としてBS放送のJ SPORTSでスタートからレース終了まで生中継されていた他、地上波の『激走!GT』（テレビ東京・2006 - 2009年）『フジテレビ スーパーGTコンプリート』（2010年）『SUPER GT+』（テレビ東京・2011 - 2017年）でもダイジェスト放送が行われた。
鈴鹿10時間耐久レースではテレビ大阪が番組制作を行い、BSテレビ東京（2018年はBSジャパン名義）がスタート・ゴールシーンの生中継を行う。2019年大会の模様は『僕らは真夏の鈴鹿を駆け抜けた～10時間耐久レースの記憶～』のタイトルで9月7日16:00 - 17:15（JST）にダイジェスト放送され、ケンドーコバヤシがナレーターを担当した。

### 実況・解説等
| 放送局                  | 実況                                               | 解説                                                                      | ゲスト                                                                | ピットリポート                                           |
| ----------------------- | -------------------------------------------------- | ------------------------------------------------------------------------- | --------------------------------------------------------------------- | -------------------------------------------------------- |
| テレビ朝日 名古屋テレビ | 松苗慎一郎（1992年） 勝智久 （1994・95・96・97年） | 熊谷睦（1992年） 津々見友彦(1994・95年) 安田崇(1996年) 早田禎久（1997年） | 野沢秀行(1994年) 近藤真彦（1995年） 関谷正徳(1996年) 土屋圭市(1997年) | 岡本佳織(1994・95年) 岡田秀樹(1996年) 安田崇(1997年)     |
| テレビ東京              | 斉藤一也（1999年） 中島秀之（2000年）              | 由良拓也（1999・2000年） 鈴木恵一（2000年）                               |                                                                       | 中島秀之（1999年） 坂東正明（2000年） 池田笑子（2000年） |